# Castillazuelo
Castillazuelo es un municipio de la comarca Somontano de Barbastro, en la provincia de Huesca. El casco urbano está situado en el llano, a la derecha del río Vero, con calles que se articulan regularmente en forma de cruz, a partir de una gran plaza central. Se encuentra a 58 kilómetros de Huesca y a 6,5 kilómetros de Barbastro.
Un puente medieval, en el río Vero, une el casco urbano principal con Ro Barrio, un pequeño núcleo poblacional. Es la primera población que se encuentra en la carretera A-1232 (Eje del Vero) que une Barbastro y Alquézar.

## Escudo
- Cuadrilongo de base circular. Cortado en cuartel superior, sobre campo de gules, puente de oro, mazonado aclarado de sable, de un solo ojo y sobre ondas de plata y azul. En el cuartel inferior, sobre campo de sable, castillo de plata, mazonado del color del campo. Al timbre, Corona Real cerrada del Escudo Nacional de España.

## Historia
- La localidad surgió y creció al amparo de una antigua fortaleza medieval de los siglos XIII y XIV situada en una colina a la izquierda del río Vero. Pueden consultarse datos del castillo y de la iglesia románica que allí existieron en esta dirección: http://www.arquivoltas.com/5-HU-Somontano/990419-Castillazuelo1.htm Archivado el 10 de marzo de 2018 en Wayback Machine.
- 1126 - 1199, por lo menos, de realengo por presentar tenentes (UBIETO ARTETA, Los Tenentes, p. 135.).
- En 1330 era de Ruy Pérez de Castillazuelo (UBIETO ARTUR, Nobiliario, p. 408).
- En 1610 era del Barón de la Laguna (LABAÑA, pag. 65).
- En el siglo XVI surge el emplazamiento actual.

## Economía
- Fundamentalmente agrícola, ganadera e industrial casi exclusivamente.
- Al hallarse dentro de la Denominación de Origen Vinícola Somontano, predomina el cultivo de la vid.[3]
- En su término municipal se halla Bodegas Estada. Uno de sus vinos, el blanco San Carbás, ha alcanzado la puntuación de 90 puntos en la prestigiosa Guía Peñín y está entre los cuatro mejores vinos blancos de España en la relación calidad/precio.[4]
- También se encuentra Bodegas Casa Paul.

## Centro de interpretación del río Vero
- Se encuentra pasando el puente viejo. Construido con dos plantas, tiene un espacio destinado a la recepción y entre la planta baja y la primera hay una roca que se ha aprovechado para construir una maqueta con los pueblos cercanos. En la primera planta se recrean escenas naturales del río con su flora y fauna, maquetas de un molino, un batán y demás cultura asociada a la vida a orillas del río Vero. Desde el centro comienza la bella ruta del Camino ras Vals, un recorrido didáctico por la ribera del río Vero con hay paneles informativos por el camino. Se pasa junto al acueducto del siglo XVI y un azud. En el centro se puede pedir un cuaderno de campo.

## Administración y política
| Período   | Alcalde                     | Partido |  |
| --------- | --------------------------- | ------- |  |
| 1979-1983 | Miguel Ángel Noguero Barón  | UCD     |  |
| 1987-1991 |                             |         |  |
| 1991-1995 |                             |         |  |
| 1995-1999 | Juan José Sampietro Noguero | CHA     |  |
| 1999-2003 | Juan José Sampietro Noguero | CHA     |  |
| 2003-2007 | Joaquín Muzás Royo          | CHA     |  |
| 2007-2011 | Joaquín Muzás Royo          | CHA     |  |
| 2011-2015 | Joaquín Muzás Royo          | PSOE    |  |
| 2015-2019 | Joaquín Muzás Royo          | PSOE    |  |
| 2019-2023 |                             |         |  |

| Partido político    | Partido político                                   | 2003   | 2007   | 2011   | 2015   | 2019   | 2023   |
| Partido político    | Partido político                                   | Ediles | Ediles | Ediles | Ediles | Ediles | Ediles |
|                     | Partido de los Socialistas de Aragón (PSOE-Aragón) | —      | —      | 4      | 4      | 4      | 4      |
|                     | Partido Popular de Aragón (PP)                     | —      | —      | —      | —      | 0      | 1      |
|                     | Partido Aragonés (PAR)                             | —      | —      | 1      | 1      | 1      | 0      |
|                     | Chunta Aragonesista (CHA)                          | 5      | 5      | —      | —      | —      | 0      |
| Total de concejales | Total de concejales                                | 5      | 5      | 5      | 5      | 5      | 5      |

## Demografía
Castillazuelo cuenta con una población de 166 habitantes (INE 2024).
| Gráfica de evolución demográfica de Castillazuelo entre 1842 y 2021                                                   |
| |
| Población de derecho según los censos de población del INE. Población de hecho según los censos de población del INE. |

## Monumentos
- Iglesia parroquial dedicada a San Salvador
- Ermita de San Fabián y San Sebastián, ubicada junto al cementerio

## Deportes
- Frontón, que incluye cancha de baloncesto, pista de fútbol y es apto para fútbol sala
- Piscina municipal
- Campo de petanca

## Fiestas
- 17 al 20 de enero: fiestas en honor de san Antonio, San Sebastián y San Fabián
- 1 de mayo: romería al Monasterio del Pueyo
- 6 de agosto: fiesta en honor de san Salvador

## Personas destacadas
- Gaspar de Luzán y Suelves